# 甲斐修侍
甲斐 修侍（かい しゅうじ、1972年3月22日 - ）は、宮崎県出身のフットサル選手・フットサル指導者。FリーグのASVペスカドーラ町田監督。株式会社CASCAVEL FUTSAL CLUBE代表取締役会長。ポジションはアラ・フィクソ。カスカヴェウ時代のチームメイトだった林善徹が代表を務めるスターポリスとマネジメント契約を結んでいる。

## 経歴
宮崎県出身。小学3年時に大阪府の高槻松原FCでサッカーをはじめ、6年時には第7回全日本少年サッカー大会で3位となって優秀選手に選ばれた。中学年代でも高槻松原FCでプレーし、中学2年時にはU-15サッカー日本代表としてタイに遠征し、プリンセスカップに出場して準優勝した。大阪府立阿武野高等学校を卒業後、社会人サッカークラブの東大阪FCやFC KYOKENでプレー。1996年夏にはプロサッカー選手を目指したが契約には至らず、山中湖スポーツセンターに就職してフットサルコートで働いた。24歳だった1996年末には広山晴士や安田和彦や黒岩分幸らとフットサルクラブアズーを結成し、山中湖スポーツセンターのバックアップを受けた。山中湖スポーツセンターでは全国規模のフットサル大会が開催されるなどし、日本のフットサル黎明期にはフットサルのメッカのひとつだった。
アズーは日系ブラジル人の眞境名オスカーらを擁し、1998年1月の第3回全日本フットサル選手権大会に山梨県代表として出場、ルネス学園甲賀サッカークラブに敗れはしたものの準優勝した。1998年にはアズーがエスポルチ藤沢とファイルフォックスのふたつに分かれた。甲斐は市原誉昭とともに神奈川県にエスポルチ藤沢を設立し、眞境名オスカーは東京都府中市にファイルフォックスを設立した。甲斐と市原はブラジルのカスカヴェウという町に短期留学し、この町の名称が後に設立するカスカヴェウの由来となった。ブラジルのカスカヴェウでは日本人初のプロフットサル選手としてプレーし、2000年にはブラジル・サンパウロ州公認フットサルコーチングライセンスを取得している。
2015年1月には監督の関野淳太が辞任して岡山孝介が新監督に就任したが、これと同時に甲斐は選手兼任コーチに就任した。
2016年6月9日、ペスカドーラ町田公式サイトにて、2016-17シーズン限りで現役を引退することが発表された。レギュラーシーズンのホーム最終戦終了後には引退セレモニーが行われた。
息子は川崎フロンターレの下部組織に所属しており、2015年には川崎フロンターレ U-12で背番号5番をつけた。

## 所属クラブ

### サッカー
- 高槻松原FC
- 大阪府立阿武野高等学校
- 東大阪FC
- FC KYOKEN

### フットサル
- 1997年-1998年 アズー
- 1998年-1999年 エスポルチ藤沢
- 2000年-2017年 カスカヴェウ/ペスカドーラ町田

## 個人成績

### フットサル
| 国内大会個人成績 | 国内大会個人成績 | 国内大会個人成績 | 国内大会個人成績 | 国内大会個人成績             | 国内大会個人成績 | 国内大会個人成績 | 国内大会個人成績 | 国内大会個人成績 | 国内大会個人成績 | 国内大会個人成績 | 国内大会個人成績 |
| 年度             | クラブ           | 背番号           | リーグ           | リーグ戦                     | リーグ戦         | リーグ杯         | リーグ杯         | オープン杯       | オープン杯       | 期間通算         | 期間通算         |
| 年度             | クラブ           | 背番号           | リーグ           | 出場                         | 得点             | 出場             | 得点             | 出場             | 得点             | 出場             | 得点             |
| 日本             | 日本             | 日本             | 日本             | リーグ戦                     | リーグ戦         | オーシャン杯     | オーシャン杯     | 全日本選手権     | 全日本選手権     | 期間通算         | 期間通算         |
| ---------------- | ---------------- | ---------------- | ---------------- | ---------------------------- | ---------------- | ---------------- | ---------------- | ---------------- | ---------------- | ---------------- | ---------------- |
| 2000             | カスカヴェウ     |                  | 東京都           |                              |                  |                  |                  |                  |                  |                  |                  |
| 2001             | カスカヴェウ     |                  | 東京都           |                              |                  |                  |                  |                  |                  |                  |                  |
| 2002             | カスカヴェウ     |                  | 東京都           |                              |                  |                  |                  |                  |                  |                  |                  |
| 2003             | カスカヴェウ     |                  | 東京都           |                              |                  |                  |                  |                  |                  |                  |                  |
| 2004             | カスカヴェウ     |                  | 関東             |                              |                  |                  |                  |                  |                  |                  |                  |
| 2005             | カスカヴェウ     |                  | 関東             |                              |                  |                  |                  |                  |                  |                  |                  |
| 2006             | カスカヴェウ     |                  | 関東             |                              |                  |                  |                  |                  |                  |                  |                  |
| 2007-08          | 町田             | 5                | Fリーグ          | 19                           | 8                |                  |                  |                  |                  |                  |                  |
| 2008-09          | 町田             | 5                | Fリーグ          | 7                            | 0                |                  |                  |                  |                  |                  |                  |
| 2009-10          | 町田             | 5                | Fリーグ          | 15                           | 1                |                  |                  |                  |                  |                  |                  |
| 2010-11          | 町田             | 5                | Fリーグ          | 15                           | 2                |                  |                  |                  |                  |                  |                  |
| 2011-12          | 町田             | 5                | Fリーグ          | 25                           | 3                |                  |                  |                  |                  |                  |                  |
| 2012-13          | 町田             | 5                | Fリーグ          | 26                           | 3                |                  |                  |                  |                  |                  |                  |
| 2013-14          | 町田             | 5                | Fリーグ          | 32                           | 0                |                  |                  |                  |                  |                  |                  |
| 2014-15          | 町田             | 5                | Fリーグ          | 14                           | 1                |                  |                  |                  |                  |                  |                  |
| 2015-16          | 町田             | 5                | Fリーグ          |                              |                  |                  |                  |                  |                  |                  |                  |
| 通算             | 日本             | 日本             | Fリーグ          | 144                          | 18               |                  |                  |                  |                  |                  |                  |
| 総通算           | 総通算           | 総通算           | 総通算           | \|\|\|\|\|\|\|\|\|\|\|\|\|\| |                  |                  |                  |                  |                  |                  |                  |

## 書籍
- 甲斐修侍『甲斐修侍のフットサルバイブル カリスマプレーヤーが教える「勝つ!」フットサル・コーチング』日本文芸社、2003年
- フットサルナビ編集部『甲斐修侍perfect technique』（白夜ムック）白夜書房、2006年